# Односи Србије и Анголе
Односи Србије и Анголе су инострани односи Републике Србије и Републике Анголе.

## Билатерални односи
Дипломатски односи са Анголом су успостављени 1975. године.
Ангола је гласала против пријема Косова у УНЕСКО 2015.

### Економски односи
- У 2020. години извоз из Србије износио је 790.000 америчких долара док је увоз био на симболичном нивоу.
- У 2019. укупна робна размена вредела је 795.000 УСД и у потпуности је представљала извоз из наше земље.
- У 2018. извоз из РС износио је 463.000 америчких долара док увоза из Анголе није било.[2][3]

### Дипломатски представници

#### У Београду
Две године након проглашења независности Анголе, односно у 1977. години, је забележен први амбасадор Анголе акредитован у Југославији.
Од тада, дипломатски односи између две земље никада нису прекинути, чак и након распада Југославије, Република Србија је наследила те односе и на тај начин утврди сукцесије шефова дипломатских мисија у следећем редоследу:
- João Filipe Martins, амбасадор, 1977.
- Francisco Romão de Oliveira e Silva, амбасадор, 1981—1987.
- Manuel Bernardo de Sousa , амбасадор, 1987—1989.
- Evaristo Domingos “KIMBA”, амбасадор, 1989.
- Филипе Фелисберто Монимамбо, амбасадор, 1998—2007.
- Токо Диакенга Серао, амбасадор, 2009—2014.[4]
- Жозе Жоао Мануел, амбасадор, од 2014—2017.[5]
- Емилио Жозе да Карваљо Гера, амбасадор, 2017—2020.
- Алсино д. П. Франсиско да Консеисао, амбасадор, 2020—

#### У Луанди
Амбасада Републике Србије у Луанди (Ангола) радно покрива Републику Конго, Екваторијалну Гвинеју и Габон.
- Никола Шашић, амбасадор, 1976—1979.
- Димитрије Бабић, амбасадор, 1979—1983
- Иво Куштрак, амбасадор, 1984—1988.
- /  Живадин Јовановић, амбасадор, 1988—1993.
- Павле Живковић, амбасадор, 1993-1995.
- Мирослав Петровић, амбасадор, 1998—2002.
- /  Добривој Каћански, амбасадор, 2005—2009.
- Данило Милић, амбасадор, 2009—2012.
- Драган Марковић, амбасадор, 2013—2020.
- Милош Перишић, амбасадор, 2020—